# Østerild Fjord
Østerild Fjord er en brakvandssø på 560 hektar der har tilløb fra Østerild Bæk, og afvander områderne nord for byen Østerild. Det er en tidligere fjordarm, der blev afskåret fra Limfjorden med en 3,5 km lang dæmning, der blev bygget i i 1880-84, i forbindelse med de store landvindingsprojekter i Vejlerne.
Den grænser ud mod Limfjorden, og får trods højvandsslusen Hovsør Sluse en del vand fra Limfjorden, så saltholdigheden kommer op på næsten 1%. Saltholdigheden i Limfjorden uden for slusen ligger på 2-2,5%. Det meste af søen er lavvandet med dybder under 1 meter.
Østerild Fjord ligger i Fuglebeskyttelsesområde F20 og er en del af Vandplan 1.2 Limfjorden, hvor den er karakteriseret som søtype 11: Kalkrig, ikke brunvandet, saltholdig, lavvandet Den er også en del af Natura 2000 område nr. 16 Løgstør Bredning, Vejlerne og Bulbjerg. Den er en del af en naturfredning fra 1958, hvor man fredede et areal på 2.300 ha i De Vestlige Vejler. Den er ligeledes en del af det område som i 1960, af staten, blev udpeget til videnskabeligt reservat; Det blev sikret, da et område på ca. 5.500 ha i 1993 blev opkøbt af Aage V. Jensens Fonde, og udgør nu naturreservatet Vejlerne .

## Eksterne kilder og henvisninger
1. ↑  Om fredningen af De Vestlige Vejler på Danmarks Naturfredningsforenings websider
2. ↑  Aage V. Jensens Naturfonds folder om naturreservatet (Webside ikke længere tilgængelig)

- Om naturplanen Arkiveret 26. januar 2012 hos  Wayback Machine på naturstyrelsens portal, med henvisninger til kort og dokumenter.
- Vandplan 1.2 Hovedvandopland Limfjorden

57°0′22.84″N 8°52′17.25″Ø / 57.0063444°N 8.8714583°Ø